# Lophoptera denticulata
Lophoptera denticulata är en fjärilsart som beskrevs av Walker 1865. Lophoptera denticulata ingår i släktet Lophoptera och familjen nattflyn. Inga underarter finns listade i Catalogue of Life.